# Bodri
Bodri è una suddivisione dell'India, classificata come nagar panchayat, di 13.328 abitanti, situata nel distretto di Bilaspur, nello stato federato del Chhattisgarh. In base al numero di abitanti la città rientra nella classe IV (da 10.000 a 19.999 persone).

## Geografia fisica
La città è situata a 22° 01' 05 N e 82° 06' 33 E.

## Società

### Evoluzione demografica
Al censimento del 2001 la popolazione di Bodri assommava a 13.328 persone, delle quali 6.754 maschi e 6.574 femmine. I bambini di età inferiore o uguale ai sei anni assommavano a 2.204, dei quali 1.173 maschi e 1.031 femmine. Infine, coloro che erano in grado di saper almeno leggere e scrivere erano 8.039, dei quali 4.727 maschi e 3.312 femmine.